# Alfred Vökt
Alfred Vökt (21. Mai 1926 in Basel – 14. Juni 1999 ebenda) war ein Schweizer Opern- und Konzertsänger (Tenor).

## Leben
Zunächst studierte er Jura an der Universität Basel und promovierte in diesem Fach 1955. Nebenbei ließ er sich von Ernst Reiter im Gesang ausbilden.
Von 1955 bis 1957 war er Chormitglied des Theaters Basel. Es folgten Anstellungen  an den Städtischen Bühnen Oberhausen (1958–1959), am Stadttheater Gießen (1959–1960), an den Bühnen der Landeshauptstadt Kiel (1960–1962), am Staatstheater Kassel (1962–1965), an den Städtischen Bühnen Dortmund (1965–1968) und zuletzt an den Städtischen Bühnen Frankfurt am Main (1968–1992).
Er arbeitete auch gastierend in Bordeaux, am Théâtre Royal de la Monnaie in Brüssel, an der Deutschen Oper am Rhein Düsseldorf-Duisburg, beim Edinburgh Festival, an der Hamburgischen Staatsoper, am Théâtre Musical de Paris, in Toulouse und am Theater an der Wien.

## Repertoire (Auswahl)
- Bardolfo in Verdis Falstaff
- Erzähler in Orffs Der Mond
- Goro in Puccinis Madama Butterfly
- Hauk-Šendorf in Janáčeks Die Sache Makropulos
- Jacob Glock in Prokofjews L’Ange de feu
- Jeroschka in Borodins Fürst Igor
- Knusperhexe in Humperdincks Hänsel und Gretel
- Monsieur Triquet in Tschaikowskys Eugen Onegin
- Professor von Mucker in Henzes Der junge Lord
- Schwachsinniger in Mussorgskys Boris Godunow
- Wenzel in Smetanas Die verkaufte Braut
- Wolfgang Capito in Hindemiths Mathis der Maler

## Auszeichnungen
- 1987: Ernennung zum Kammersänger[1]